# Фараган (шагрестан)
Фараган (перс. فراهان) — шагрестан в Ірані, в остані Марказі.

## Бахші
До складу шагрестану входять такі бахші: 
- Сарук
- Хенеджін
- Центральний